# Festungsbahn Salzburg

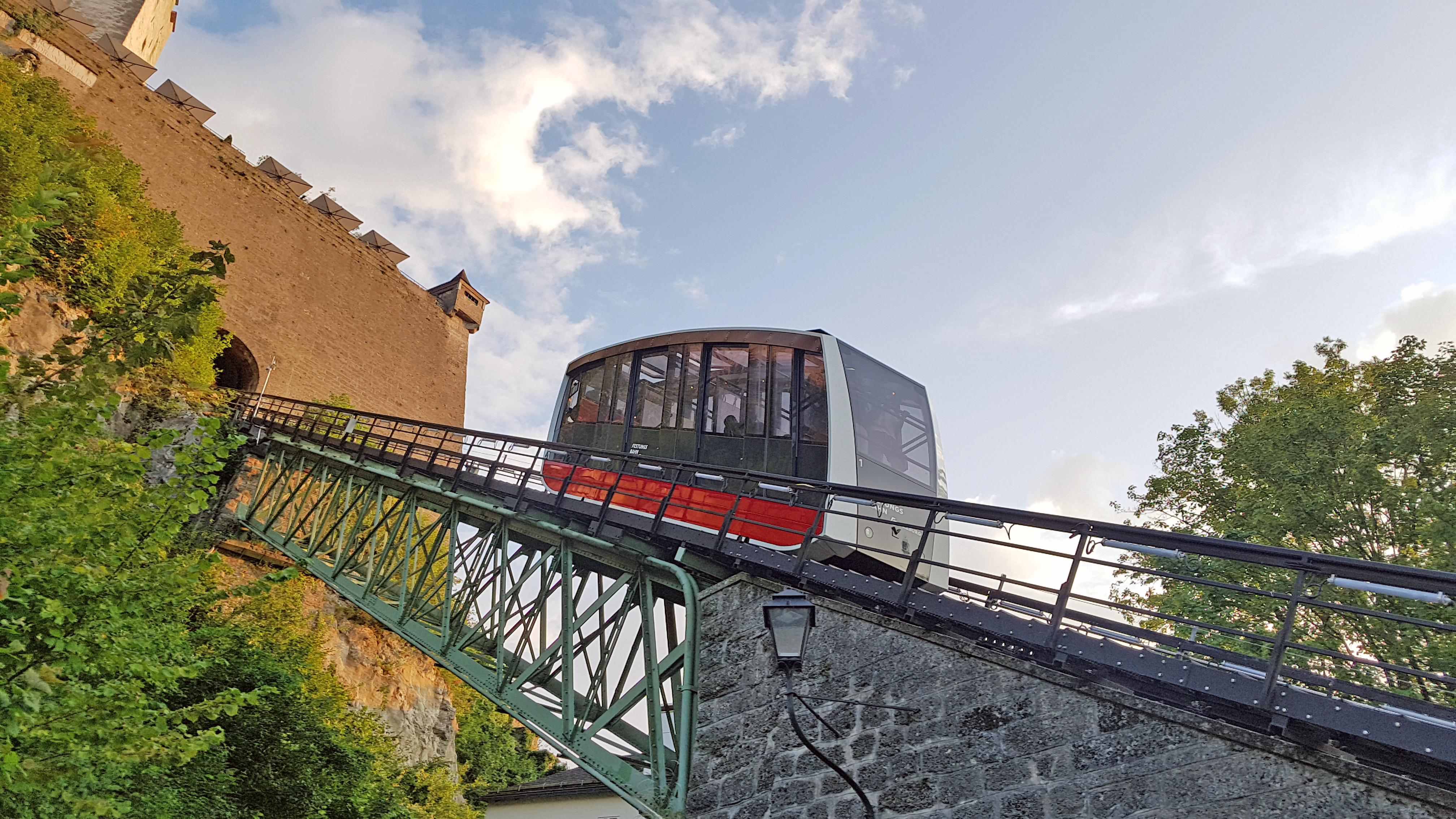
Festungsbahn Salzburg 2019 – Brücke oberhalb der Ausweiche

Die Festungsbahn Salzburg ist eine Standseilbahn in der Stadt Salzburg. Die Bahn auf den dortigen Festungsberg ist die älteste in Betrieb befindliche Seilbahn dieser Art in Österreich. Unter dem Markennamen FestungsBahn wird sie seit 2000 von der Salzburg AG betrieben. Um Jahrhunderte älter ist aber von Nonnberg auf die Festung führend der Reißzug, die älteste bis heute betriebene Materialseilbahn weltweit.

## Geschichte

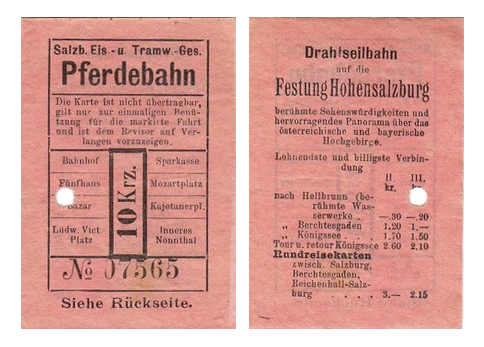
Werbung für die Festungsbahn auf der Rückseite eines zeitgenössischen Straßenbahnfahrscheins

Die ab 1070 errichtete Festung wurde nach Auflassung als Wehrbau weiter als Kaserne benutzt. Zunehmend wurde auch diese Sehenswürdigkeit von immer mehr Touristen besucht. So wurde 1890 – allerdings weit von der Festung entfernt – als erste Aufstiegshilfe der Mönchsbergaufzug in einer außen am Fels angebrachten – heute nicht mehr vorhandenen – Stahlkonstruktion als rein vertikal verlaufender Lift errichtet.
Im April 1892 begannen die Bauarbeiten für die Standseilbahn als eine Wasserballastbahn auf die Festung Hohensalzburg, die zu diesem Zeitpunkt als Kaserne genutzt wurde. Im Juli des Jahres wurde sie durch die Betreibergesellschaft Salzburger Eisenbahn- und Tramwaygesellschaft (SETG) feierlich eröffnet. Wegen ihres Antriebs bekam sie rasch den Beinamen „Tröpferlbahn“. Die Strecke war mit drei Schienen ausgestattet, wobei die Mittelschiene von beiden Wagen (für je 26 Fahrgäste) abwechselnd benutzt wurde. Zwischen den Schienen verliefen Zahnstangen nach dem System Riggenbach, die zum Bremsen benutzt wurden. Auf halber Strecke war eine Ausweiche mit 4 Schienen eingebaut. Das Wasser wurde dem Stitsarmstollen des Almkanalsystems entnommen, die Talstation wurde über dem Wasserstollen errichtet. Die Almpassage macht seit einigen Jahren den Wasserstollen im Berg sichtbar.
Ab 1. Mai 1893 war die Festungsbahn dann durch die Straßenbahn Salzburg, die seinerzeit noch als Pferdebahn betrieben wurde, einige Jahre lang direkt mit dem Salzburger Hauptbahnhof verbunden.
Mit Mühe überstand die Bahn den Betrieb während der Wirtschaftskrise der 1920er Jahre und den beiden Weltkriegen. Nach der 1948 erfolgten Abwicklung der SETG waren die Städtischen Verkehrsbetriebe Salzburg für die Strecke zuständig, die wiederum 1950 in den Salzburger Stadtwerken aufgingen.
Wegen ihrer Wasserabhängigkeit musste die Bahn im Winter pausieren. Daher wurde überlegt, die Bahn auf elektrischen Antrieb umzustellen. Am 18. Oktober 1959 fuhr die „Tröpferlbahn“ zum letzten Mal. Die alte Bahn mit Wasserantrieb wurde samt Strecke abgebrochen und eine neue Gleisanlage mit zwei neuen Wagen installiert. Am 16. April 1960 wurde die neue elektrisch angetriebene Bahn dem Betrieb übergeben.
Zwischen 1974 und 1976 wurden Tal- und Bergstation umgebaut und den veränderten Bedürfnissen angepasst. 1991 waren die Wagen und der Antrieb am Ende ihrer wirtschaftlichen Nutzungsdauer angelangt und mussten ebenfalls erneuert werden. Am 11. April 1992 erfolgte die Betriebsaufnahme der erneut modernisierten Standseilbahn auf die Festung Hohensalzburg. Wagen 2, in hellem Grün der SLB aus den 1970er Jahren, ging an das Eisenbahnmuseum Wien und steht dort neben einem Fahrzeug der Gaisbergbahn.
Seit 15. April 2011 fährt die Bahn wiederum mit neuen Wagen, die am 1. März ausgehobenen, ausrangierten gingen an die Berufsschule für Seilbahntechnik in Hallein für die Seilbahnerausbildung. Für die Reinigung der Steinböden wurde eine Wassersprüh-Zentralstaubsaugeranlage mit 60 m NiRo-Rohr installiert, an deren Saugdüsen Wasser aufgesprüht wird.
Trotz aller Umbauten trägt immer noch eine genietete Stahlfachwerkbrücke aus dem Jahr 1892 das Gleis auf der Strecke. Auf halber Strecke liegt an der „Abt’schen Ausweiche“ die heute nur mehr in Sonderfällen genutzte Bedarfshaltestelle Mönchsberg.
| [ 7 ]              |         | 1. Generation       | 2. Generation                 | 3. Generation                                   | 4. Generation                                                                                           |
| ------------------ | ------- | ------------------- | ----------------------------- | ----------------------------------------------- | --- |
| Betriebszeit A) B) | von     | 30. Juli 1892       | 16. April 1960                | 11. April 1992                                  | 15. April 2011                                                                                          |
|                    | bis     | 18. Oktober 1959    | 11. November 1991             | 9. Jänner 2011                                  | laufend                                                                                                 |
| Neuerung           |         | Neubau              | Gleis, Antrieb, Wagen         | Wagen (1 Paris Lodron, 2 Wolf Dietrich) Antrieb | Wagen (01, 02) (Panoramafenster, kein talseitiger Führerstand), Elektrotechnik (WLAN-Signalübertragung) |
| Antrieb            |         | Ballastwasser       | Elektromotor an Seilumlenkung | detto                                           | frequenzgeregelter Drehstrommotor                                                                       |
| Antriebsleistung   | kW      | –                   | 80                            | 225                                             | 225 |
| Wagenkapazität     | Pers.   | 26                  | 36                            | 48 (3+2 Ebenen)                                 | 55 (54 + 1 Wagenbegleiter, bergseitig) auf 3+1 Ebenen                                                   |
| Geschwindigkeit    | m/s     | 1                   | 2,4                           | 4                                               | 5 (maximal 5,5)                                                                                         |
| Spurweite          | mm      | 1000                | 1040                          | 1040                                            | 1040 |
| Schräge Länge      | m       | 192                 | 192                           | 198,5                                           | 198,5                                                                                                   |
| Höhenunterschied   | m       | 102                 | 102                           | 102                                             | 102 |
| Größte Steigung    | %       | ?                   |                               |                                                 | 62 |
| Seildurchmesser    | mm      | 33 (32–35)          |                               | 25                                              | ? |
| Fahrzeit           | s       | ca. 195 (berechnet) | 80                            | 58                                              | 48 (54) (ohne Halt auf halber Strecke)                                                                  |
| Transportkapazität | Pers./h |                     |                               | 1600                                            | 1850 |

Während der Umbauarbeiten kam am 21. Februar 2011 ein Arbeiter bei der Talstation ums Leben. Ein schweres Bauteil war die Bahntrasse hinuntergerutscht und hatte ihn getroffen.

## Technische Daten

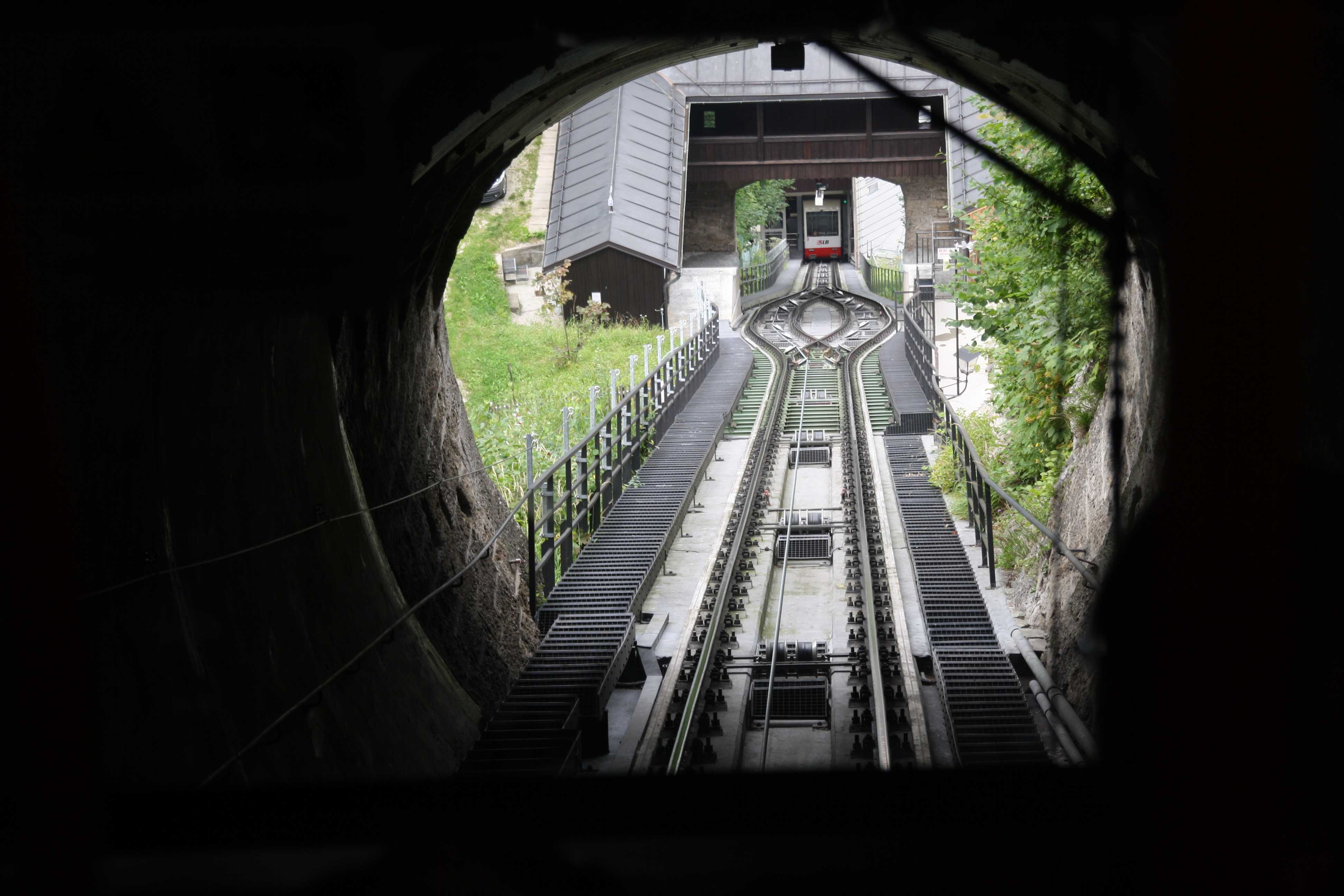
Die Strecke mit Ausweiche

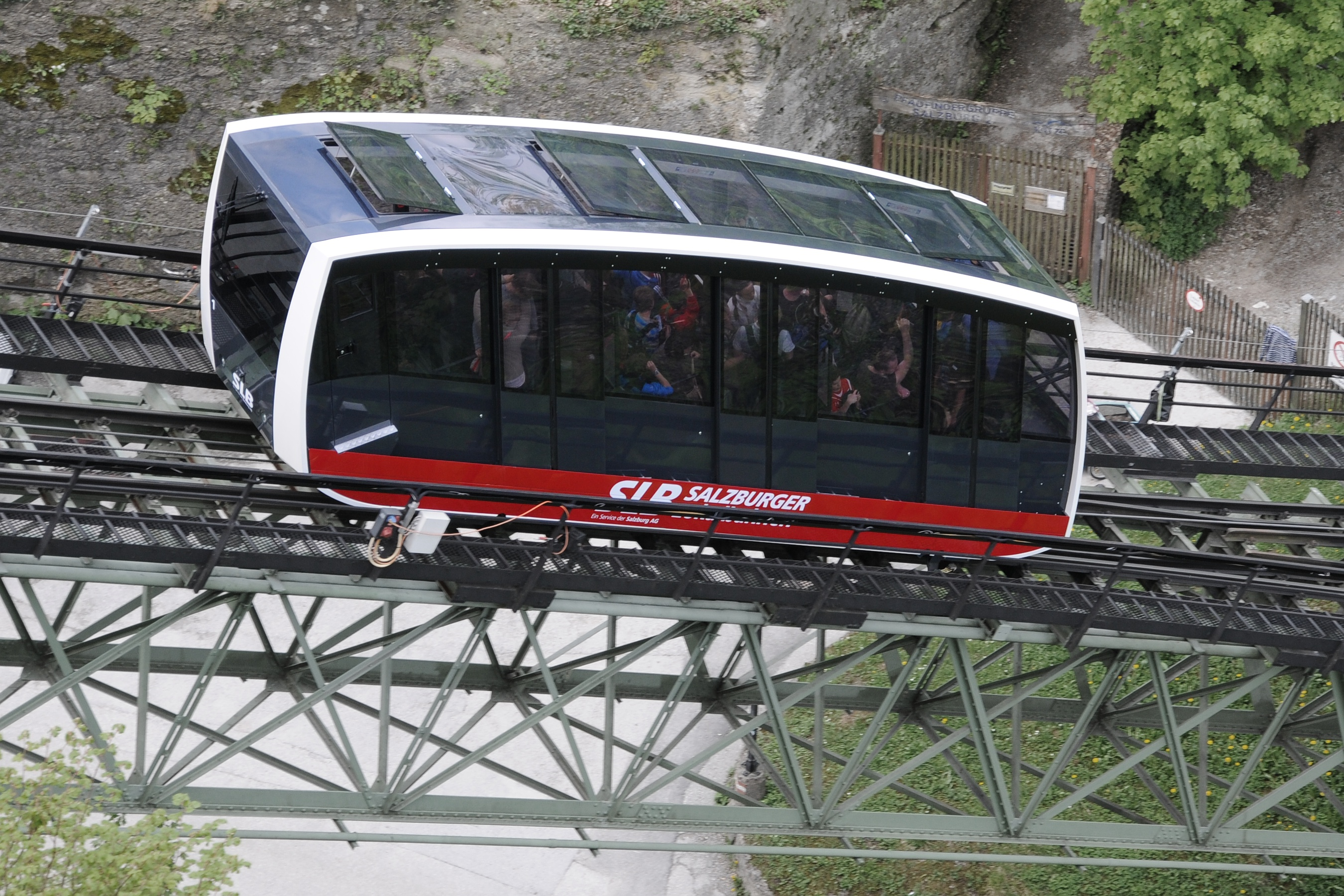
Wagen 1, Baujahr 2011

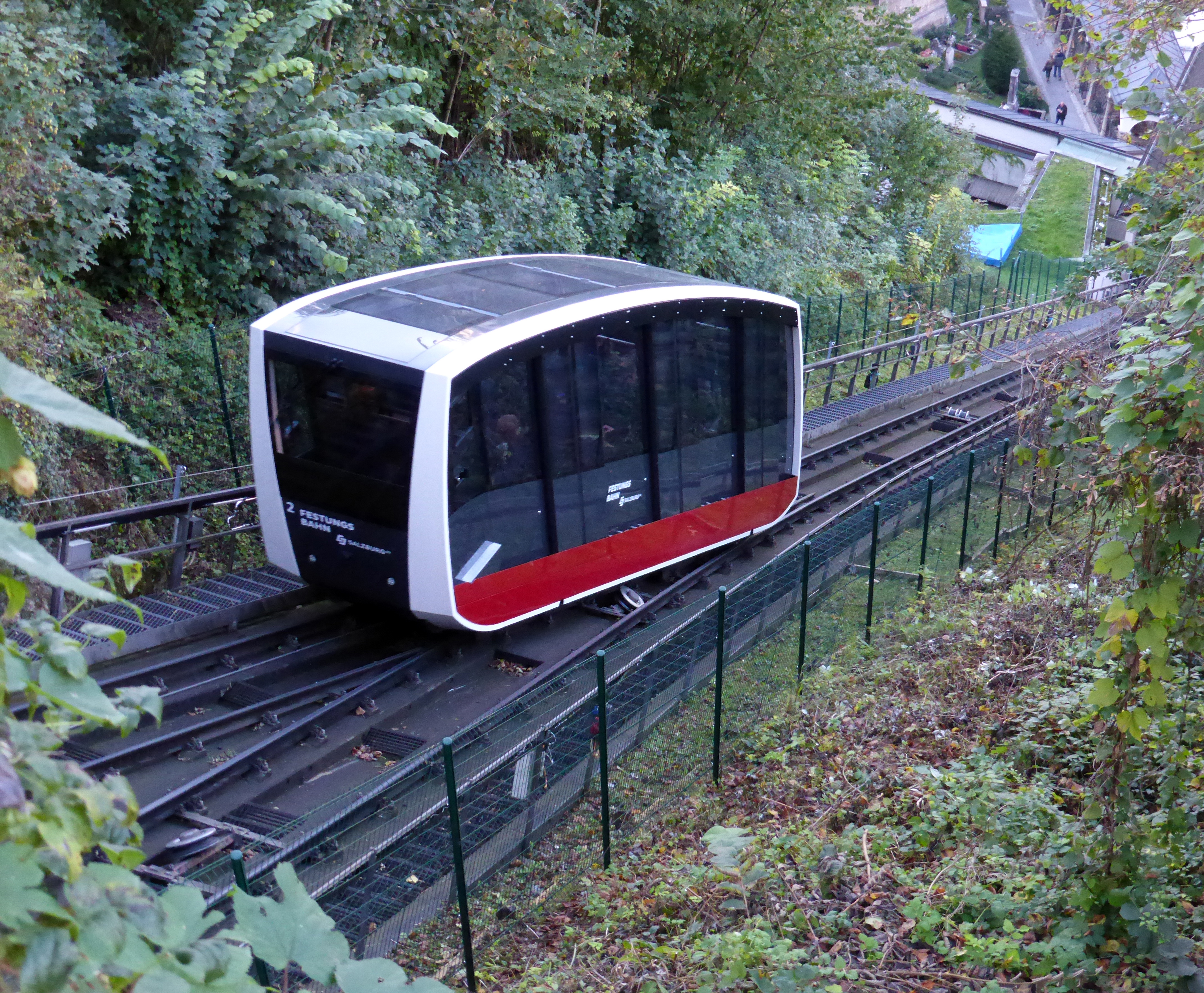
Wagen 2

### Strecke
- Länge: 198,5 m
- Höhenunterschied: 96,6 m
- größte Steigung: 60 %
- Spurweite: 1040 mm
- Seildurchmesser: 25 mm
- System: 1-spurig mit Ausweiche (Abtsche Weiche)

### Antrieb
- automatische Bahnsteigtüren in der Berg- und Talstation
- Drehstromantrieb 400 V
- Antriebsleistung: 225 kW
- Regelfahrgeschwindigkeit: 4 m/s
- max. Fahrgeschwindigkeit: 5,5 m/s
- kürzeste Fahrzeit: 47,4 s
- hydraulische gelüftete Federspeicherfangbremsen (Schienenzangenbremse)

### Wagen
- Fassungsvermögen: 55 Personen
- Kapazität: 1880 Personen pro Stunde und Richtung
- Länge: 9,3 m
- Breite: 1,9 m
- Nutzmasse: 4125 kg
- Baujahr: 2011

## Standort
Die Talstation der Festungsbahn liegt in der linken Altstadt in der Festungsgasse. Hier befand sich das Wohnhaus von Joseph Haydns Bruder Michael, das zugleich das Geburtshaus des Salzburger Komponisten und Pianisten Joseph Woelfl (1773–1812) war.

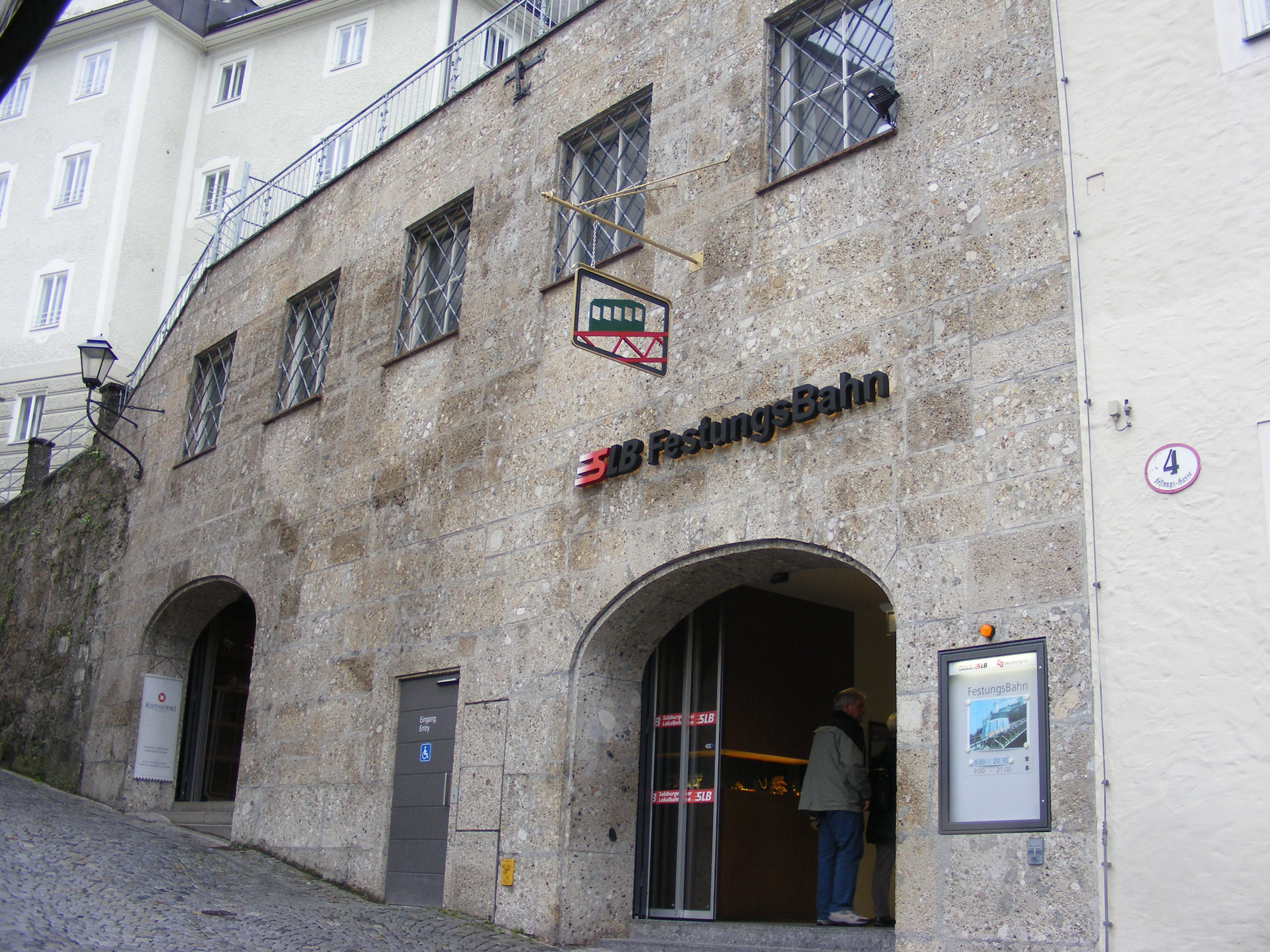
Die Talstation 2011
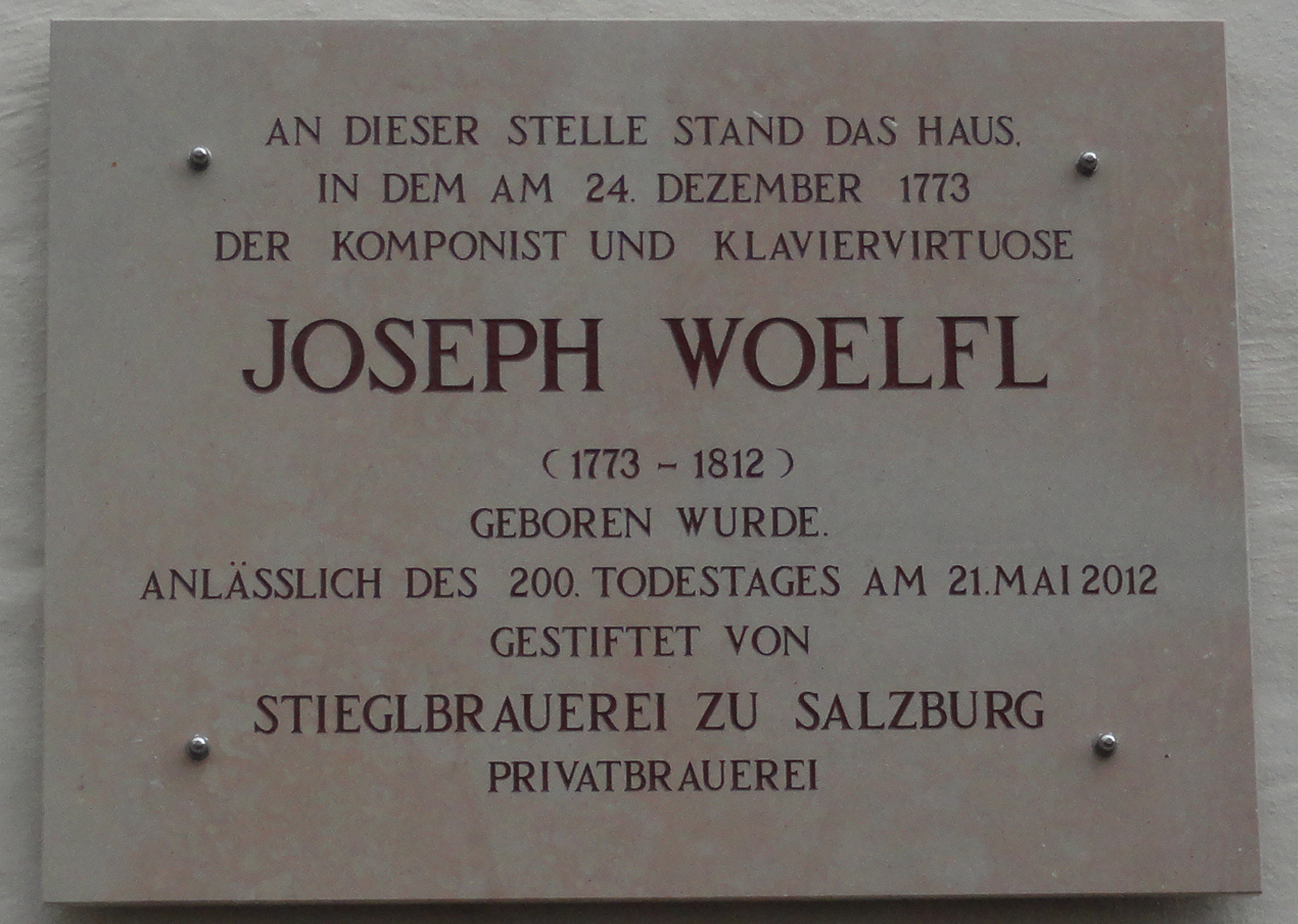
Gedenktafel für Joseph Woelfl an der Talstation
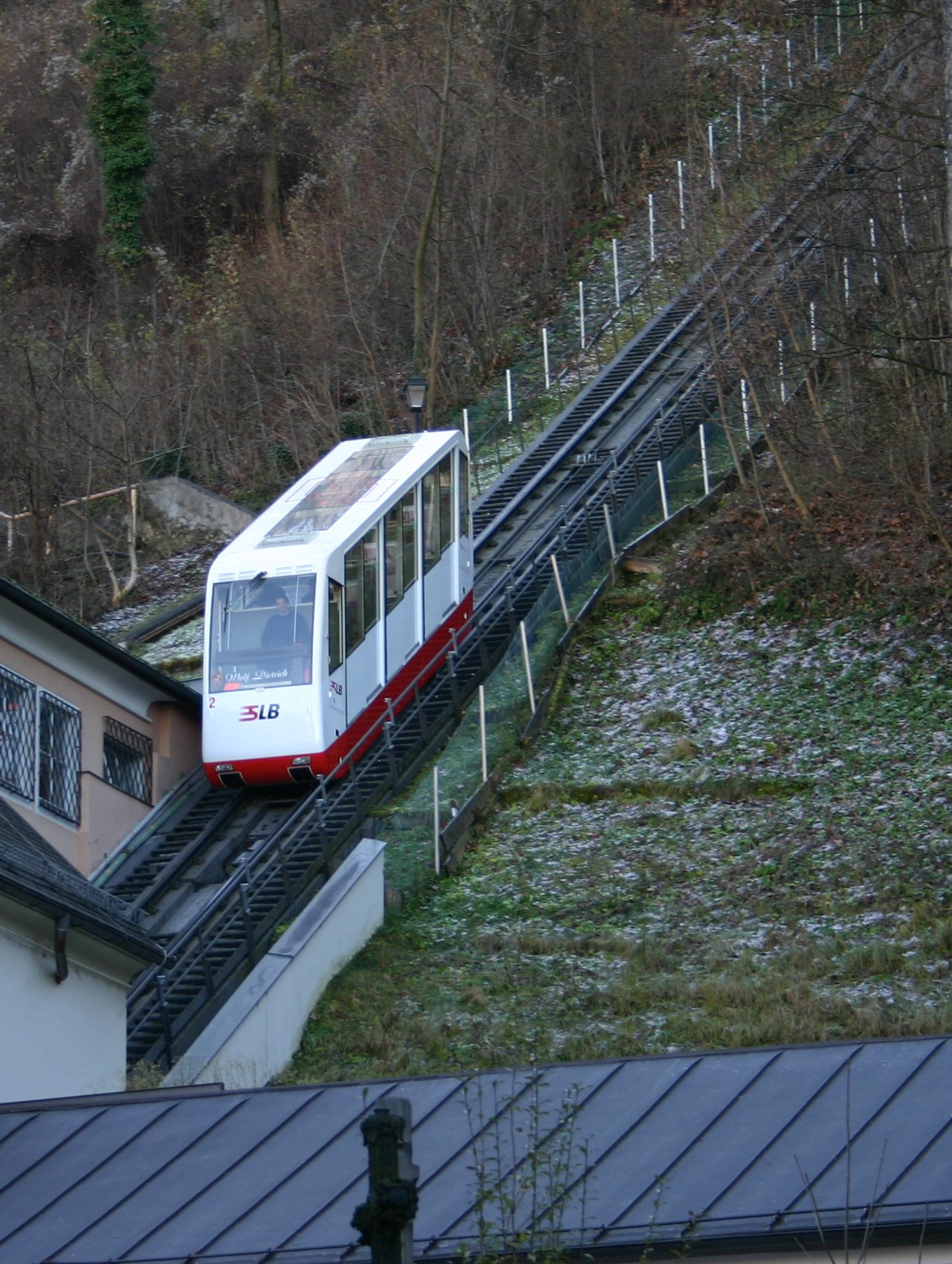
Oberhalb der Talstation (alte Garnitur)
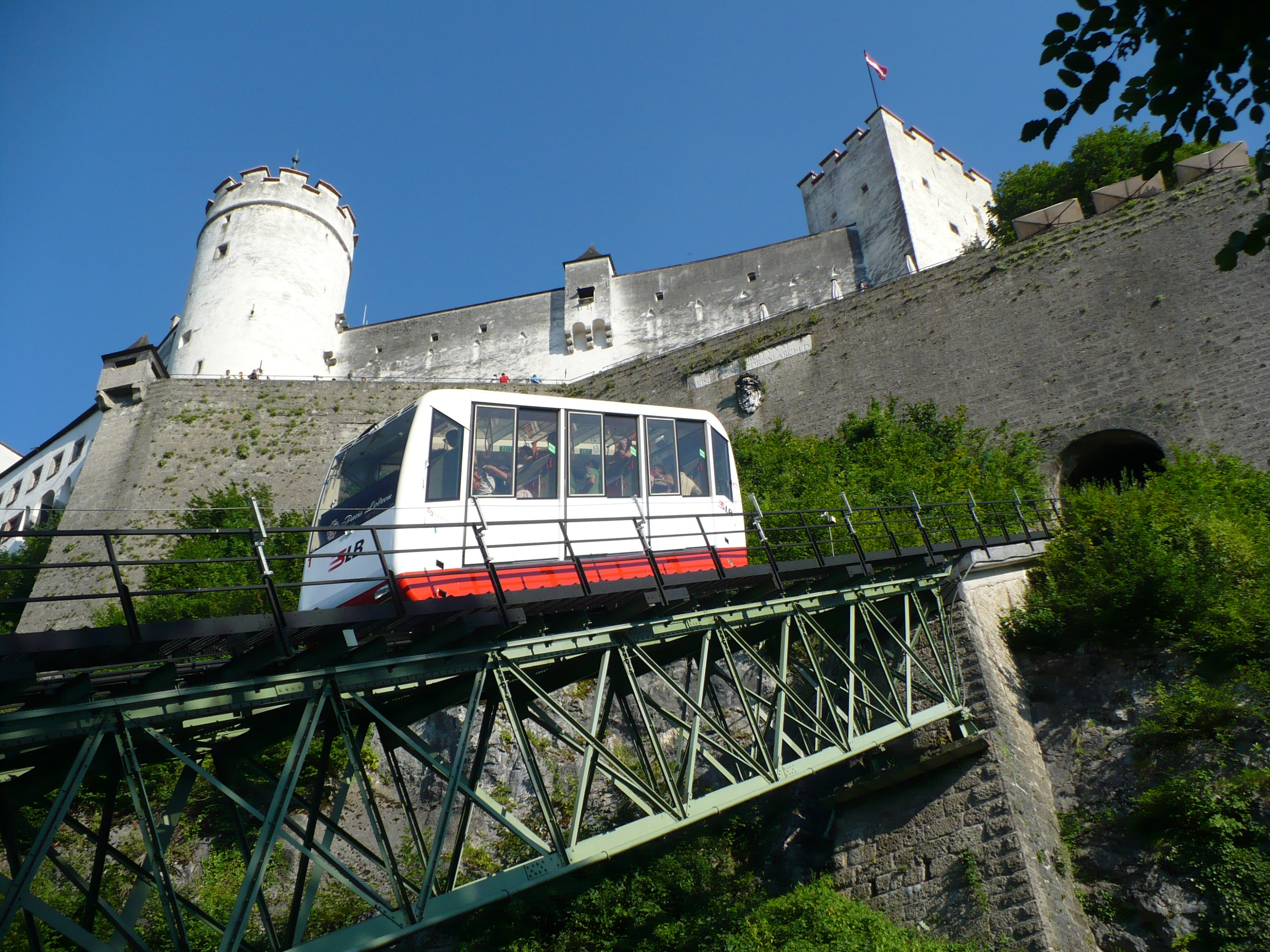
Brücke oberhalb der Ausweiche (alte Garnitur)
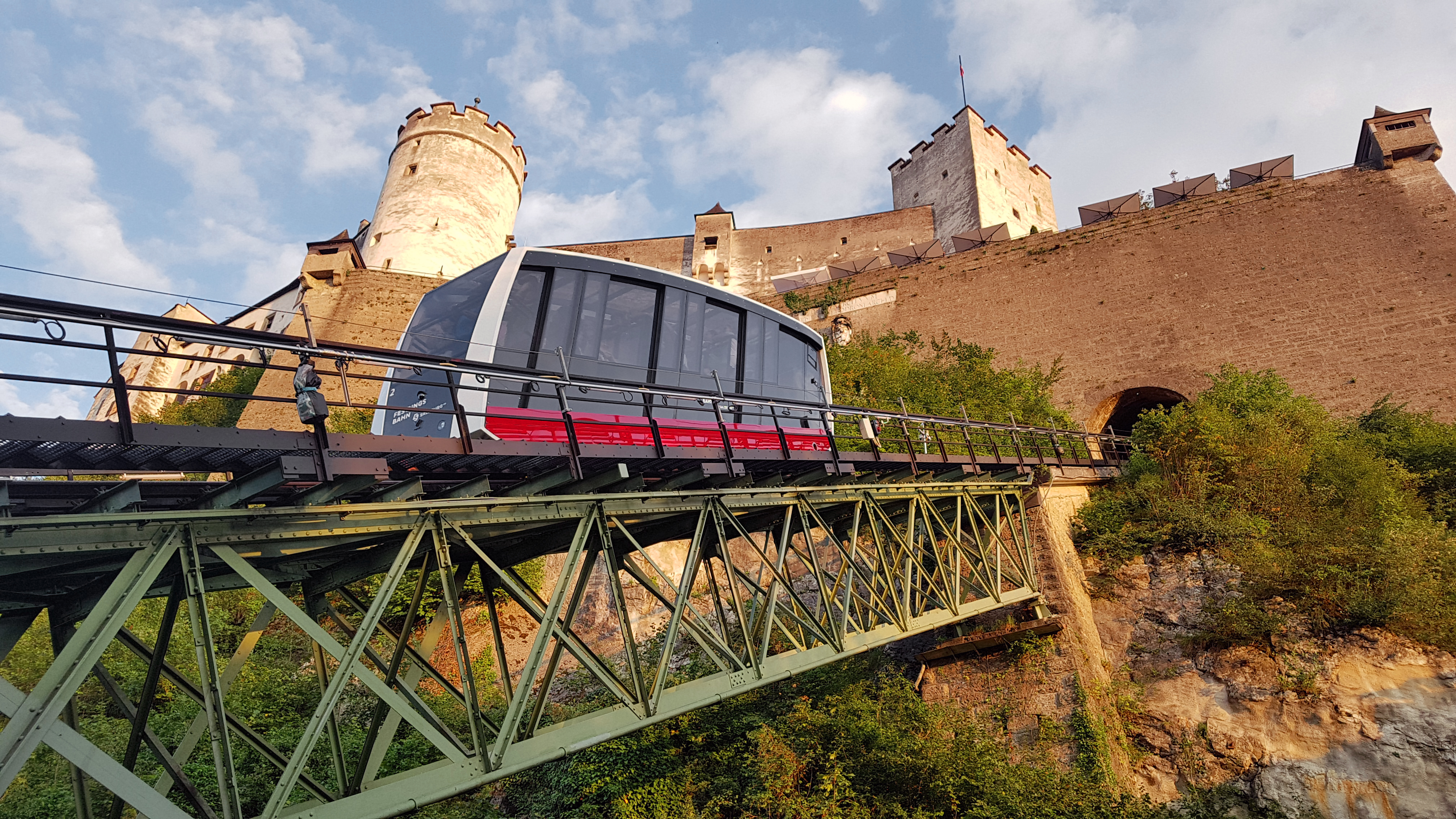
Brücke oberhalb der Ausweiche (aktuelle Garnitur)
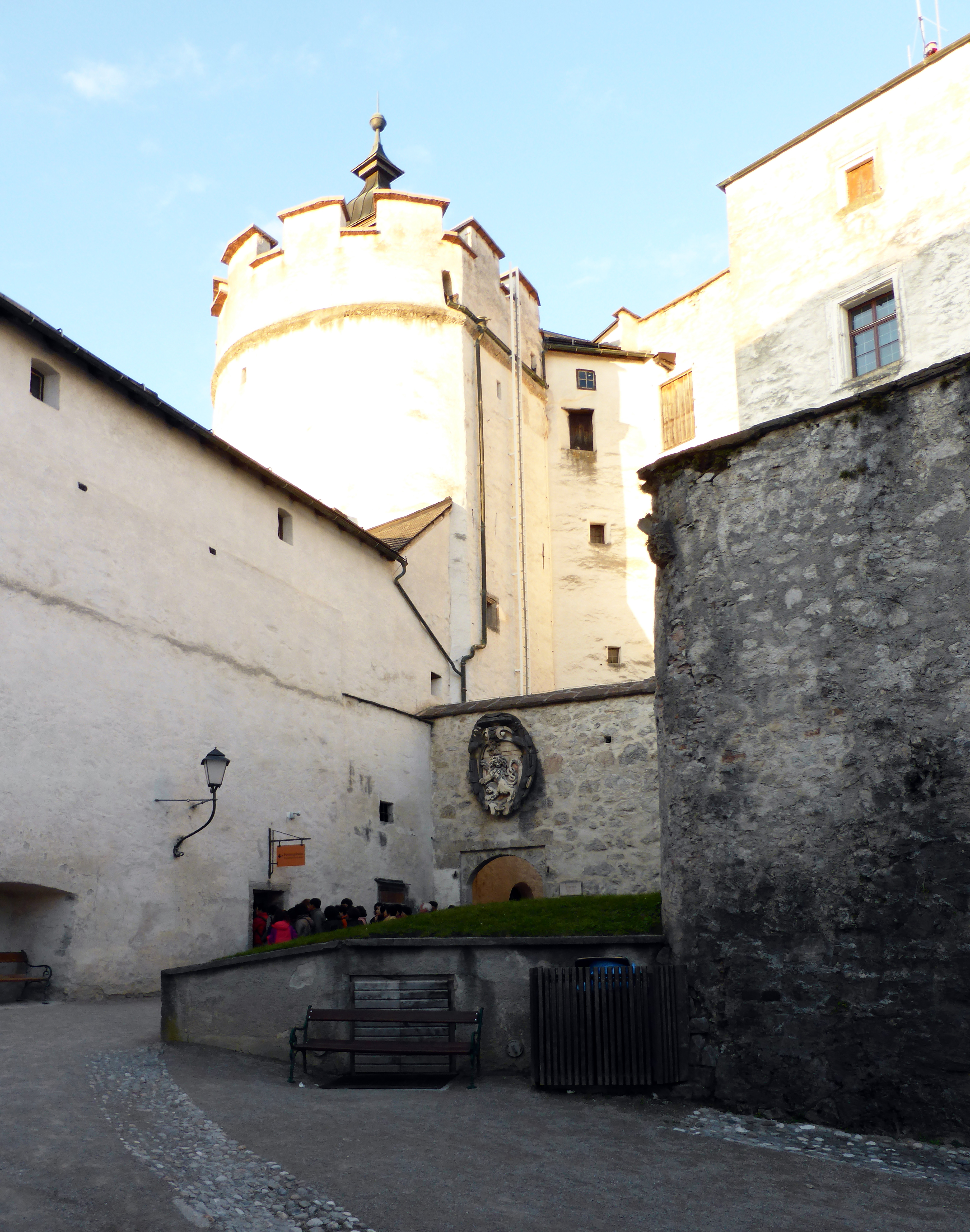
Festungsstation (Bergstation)

Die Bergstation bietet unmittelbar Zugang zur Festung Hohensalzburg.